# الغواصة الألمانية يو-489
غواصة يو-489 غواصة يو بوت ألمانية صممت لإعادة تزويد غواصات يو الأخرى بالإمدادات والذخيرة (تلقب هذه الفئة Milchkuh أو حليب البقر) من الفئة الرابعة عشر بنيت لسلاح بحرية ألمانيا النازية كريغسمارينه، في أحواض فريدريش كروب في كيل خلال الحرب العالمية الثانية. وضعت عارضة لها في 28 يناير 1942 من كيل في فناء رقم 558. أطلقت في 24 ديسمبر 1942 ودخلت الخدمة في 8 مارس 1943. 
بدأت الغواصة الخدمة في أسطول يو-بوت الرابع من تاريخ 8 مارس 31 يوليو 1943 (لأغراض التدريب). ثم خدمت في أسطول يو-بوت الثاني عشر. غادرت ميناء كيل للقيام بأول دورية في 2 يوليو 1943. توجهت إلى المحيط الأطلسي عن طريق ما يسمى Faeroes Gap بين أيسلندا وجزر فارو، شمال الجزر البريطانية. تعرضت لهجوم من قبل زورق PBY كاتالينا الطائر من السرب رقم 190 من سلاح الجو الملكي البريطاني في 3 أغسطس.